# Montlaur-en-Diois
Montlaur-en-Diois település Franciaországban, Drôme megyében. Lakosainak száma 140 fő (2022. január 1.). Montlaur-en-Diois Aucelon, Luc-en-Diois, Poyols és Recoubeau-Jansac községekkel határos.

## Népesség
A település népességének változása:
| Lakosok száma | 129  | 88   | 80   | 141  | 150  | 150  | 146  | 143  | 144  | 140  |
|               | 1968 | 1982 | 1990 | 2006 | 2013 | 2015 | 2017 | 2019 | 2020 | 2022 |